# Майер, Дерек
Дерек Кристофер Майер (англ. Derek Christopher Mayer; род. 21 мая 1967, Россленд, Британская Колумбия) — канадский хоккеист. Сыграл 17 матчей в НХЛ в составе «Оттавы». Серебряный призёр Олимпиады 1994 в Лиллехаммере. Большую часть игровой карьеры провёл в Европе. В настоящее время — ассистент главного тренера в команде «Ред Булл» из Мюнхена.

## Карьера
Был задрафтован Детройт Ред Уингс в 1986 году под общим 43-м номером. В 1988 году окончил Денверский университет и некоторое время числился в системе национальной сборной Канады.

В 1989 году подписал контракт с командой АХЛ «Адирондак Ред Уингс», в составе которой провёл три сезона. В сезонах 1990/91 и 1991/92 ряд матчей провёл в составе команды ИХЛ «Сан-Диего Галлс».

В 1993 году входил в состав сборной Канады на чемпионате мира, а в 1994 году стал серебряным призёром Олимпийских игр. В том же году дебютировал в НХЛ в составе «Сенаторс», за которых провёл 17 матчей. 

С 1995 по 2006 год играл в Европе за команды из Финляндии и Германии.

Завершил карьеру игрока в 2006 году.

Тренерскую деятельность начал в молодёжном составе «Айсберен». В 2009 году был назначен ассистентом главного тренера в «Нюрнберг Айс Тайгерс». С июня 2015 года на аналогичной должности в мюнхенском «Ред Булл».

## Награды
| Год  | Команда             | Достижение                       |
| ---- | ------------------- | -------------------------------- |
| 1992 | Адирондак Ред Уингс | Кубок Колдера                    |
| 1994 | Канада              | Серебряный призёр Олимпиады 1994 |